# Velîki Heiivți, Ujhorod
Velîki Heiivți (în ucraineană Великі Геївці) este localitatea de reședință a comunei Velîki Heiivți din raionul Ujhorod, regiunea Transcarpatia, Ucraina.

## Demografie
Componența lingvistică a localității Velîki Heiivți
     Maghiară (91,53%)
     Ucraineană (8,1%)
     Alte limbi (0,28%)
Conform recensământului din 2001, majoritatea populației localității Velîki Heiivți era vorbitoare de maghiară (91,53%), existând în minoritate și vorbitori de ucraineană (8,1%).